# Eldritch
Eldritch es una banda italiana de  metal progresivo formada en 1991 en Livorno.

## Historia
La banda fue formada en 1991 en la ciudad toscana de Livorno por Terence Holler, Eugene Simone y Adriano Dal Canto, y se caracterizó por un sonido pulido de metal progresivo, cuyas influencias principales serían Fates Warning, Coroner o Annihilator.
Los tres primeros álbumes tuvieron éxito internacional y la banda compartió conciertos con nombres como Angra, Pain of Salvation y Threshold entre otros. 
En 1998 editan "El Niño", su disco más exitoso, al tiempo que incorporan a Oleg Smirnoff en los teclados y al baterista Adriano Dal Canto.
En 2001 se edita "Reverse", un álbum que una vez más marcó un punto de inflexión estilística en la composición, en cuanto a
riffs más complejos con influencias cercanas a Machine Head y Pantera.
En 2004 publican "Portrait of the Abyss Within" y en 2006 "Neighbourhell", álbum que les granjeó una opinión positiva por parte de los críticos. 

## Discografía

### Álbumes
- 1995 - Seeds of Rage
- 1997 - Headquake
- 1998 - El Niño
- 2001 - Reverse
- 2004 - Portrait of The Abyss Within
- 2006 - Neighbourhell
- 2007 - Blackenday
- 2008 - Livequake
- 2011 - Gaia's Legacy
- 2014 - Tasting the tears
- 2015 - Underlying Issues
- 2018 - Cracksleep
- 2021 - Eos

### Miembros actuales
- Terence Holler - voz.
- Eugene Simone - guitarra.
- Dario Lastrucci - bajo.
- Rudj Ginanneschi - guitarra.
- Raffahell Dridge - batería.
- Oleg Smirnoff - teclados.